# Décès en 1963

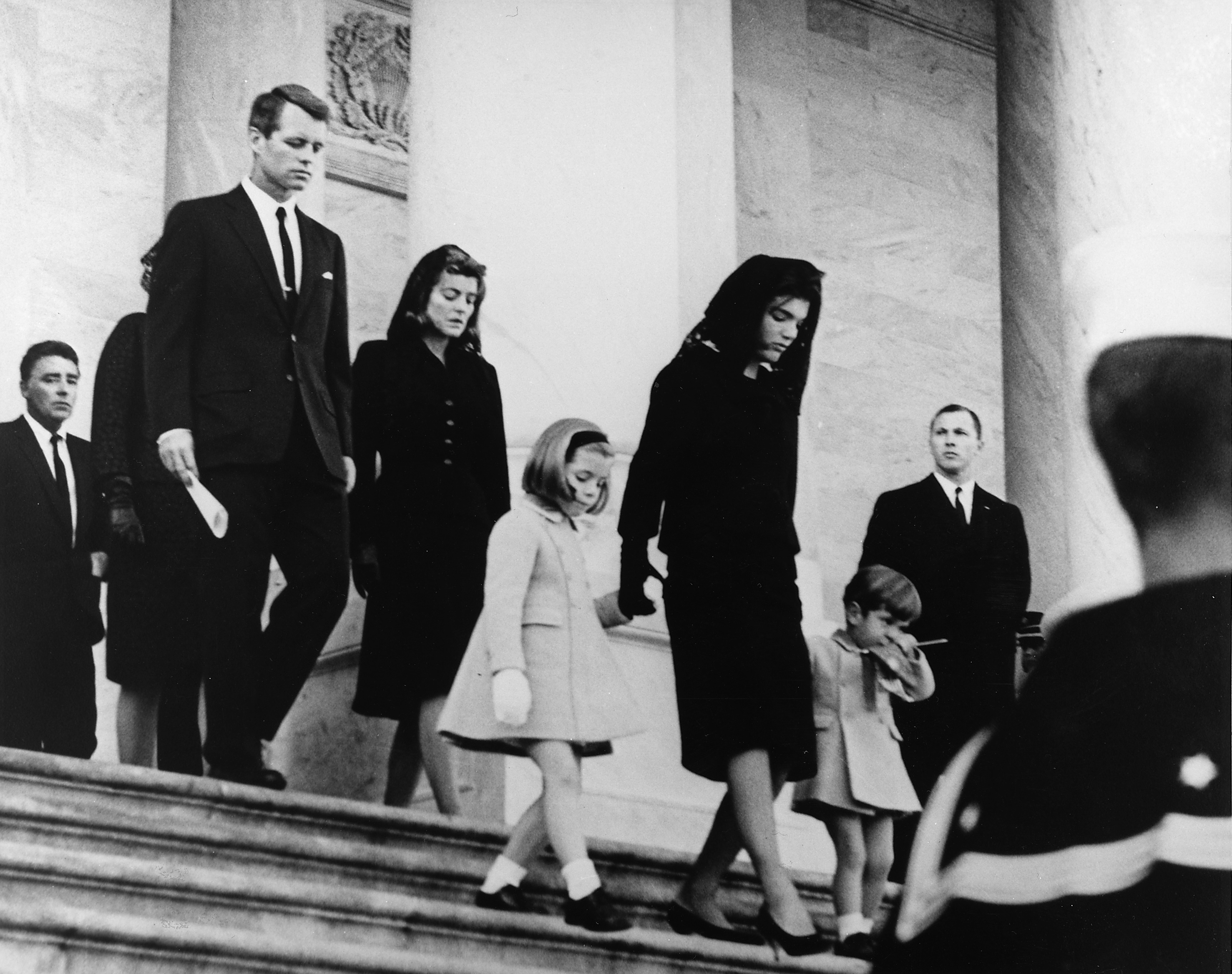
Funérailles de John F. Kennedy

Décès
- 1959
- 1960
- 1961
- 1962
- 1963
- 1964
- 1965
- 1966
- 1967

Cet article présente une liste de personnalités mortes au cours de l'année 1963.

Les mois de l'année font également l'objet de listes spécifiques :

## Décès par mois

### Date précise inconnue
- Henriette Bellair, peintre et illustratrice française (° 1904).
- Maxime Clément, peintre et musicien français (° 4 mars 1877).
- Marie-Rose Dalmar, peintre française (° 1911).
- Stanisław Eleszkiewicz, peintre polonais (° 1900).
- Taamrat Emmanuel, homme politique éthiopien (° 1888).
- Abel Pann, peintre, lithographe et graveur israélien originaire de l'Empire russe (° 1er janvier 1883).
- Roger Parent, peintre français (° 21 août 1881).
- Raphaël Vaudenay, peintre français (° 3 septembre 1879).

### Janvier
- 1er janvier : Helen Saunders, peintre britannique (° 4 avril 1885).
- 3 janvier : Albert Loriol, peintre français (° 21 octobre 1882).
- 5 janvier : José Albuquerque, coureur cycliste portugais (° 20 septembre 1916).
- 7 janvier : György Gál, un journaliste hongrois (º 14 juin 1912)
- 10 janvier : Louis Azéma, peintre et chanteur français (° 24 mai 1876).
- 12 janvier : John Percy Bayly, homme d'affaires, homme politique et philanthrope fidjien  (° janvier 1882).
- 13 janvier :
  - Sonny Clark, pianiste de jazz américain (° 21 juillet 1931).
  - Antonio Kébreau, général et homme d'État haïtien (° 11 novembre 1909).
  - Sylvanus Olympio, président du Togo (° 6 septembre 1902).
- 16 janvier :
  - Emma Kunz, guérisseuse, radiesthésiste et peintre suisse (° 23 mai 1892).
  - Ike Quebec, saxophoniste de jazz américain (° 17 août 1918).
- 17 janvier : Pierre-Antoine Cluzeau, peintre, graveur, dessinateur et illustrateur français (° 1er septembre 1884).
- 18 janvier : James Park Woods, militaire australien (° 4 janvier 1886).
- 19 janvier : Charles Péquin, peintre français (° 24 décembre 1879).
- 20 janvier :
  - Marguerite Delaroche, peintre miniaturiste française (° 1er juin 1873).
  - André Fraye, peintre, illustrateur et graveur français (° 18 octobre 1889).
- 23 janvier : Józef Gosławski, sculpteur et médailleur polonais (° 24 avril 1908).
- 25 janvier :
  - Alice Buysse, femme politique belge (° 8 janvier 1868).
  - Marcel L'Enfant, peintre français (° 8 décembre 1884).
- 28 janvier : Gustave Garrigou, coureur cycliste français (° 24 septembre 1884).
- 29 janvier : Robert Frost, poète américain (° 26 mars 1874).
- 30 janvier :
  - Francis Poulenc, compositeur français (° 7 janvier 1899).
  - Arno Vetterling, chef d'orchestre et compositeur allemand d'opérettes (° 26 mars 1903).

### Février
- 1er février :
  - John Francis D'Alton, cardinal irlandais, archevêque d'Armagh (° 11 octobre 1882).
  - Jean-Gabriel Noirot, peintre français (° 2 décembre 1887).
  - Wyndham Standing, acteur anglais (° 23 août 1880).
- 2 février : Ali Veliyev, écrivain azéri (° 27 février 1901).
- 3 février : Aina Onabolu, peintre et pédagogue nigérian (° 13 septembre 1882).
- 6 février :
  - Abdelkrim Al Khattabi, homme politique marocain (° vers 1882).
  - Piero Manzoni, plasticien italien (° 13 juillet 1933).
  - Anton Marek, joueur et entraîneur de football autrichien naturalisé français (° 9 février 1913).
- 7 février : Learco Guerra, coureur cycliste italien (° 14 octobre 1902).
- 8 février :
  - George Dolenz, acteur américain (° 5 janvier 1908).
  - Fortunino Matania, peintre italien (° 16 avril 1881).
- 9 février : Marcel Godivier, coureur cycliste français (° 17 janvier 1887).
- 10 février :
  - Léon van der Essen, historien belge (° 12 décembre 1883).
  - Louis Paulhan, pionnier de l'aviation français (° 19 juillet 1883).
- 11 février : Sylvia Plath, poétesse et écrivaine américaine (° 27 octobre 1932).
- 13 février :
  - Georges Bilhaut, peintre et historien de l'art français (° 22 mai 1882).
  - Oskar Helmer, typographe, syndicaliste et homme politique socialiste autrichien (° 16 novembre 1887).
- 14 février : Paul Reboux, écrivain, journaliste et peintre français (° 21 mai 1877).
- 18 février : Monte Blue, acteur américain (° 11 janvier 1887).
- 19 février :
  - Gaston Garchery, acteur français (° 23 février 1889).
  - Sviatoslav Knouchevitski, violoncelliste russe puis soviétique (° 6 janvier 1908).
  - Gustav Peter Bucky, médecin, physicien et écrivain scientifique germano-américain (° 3 septembre 1880).
- 20 février : Jacob Gade, violoniste et compositeur danois (° 29 novembre 1879).
- 23 février : Robert Leroy Cochran, homme politique américain (° 28 janvier 1886).
- 25 février : Albert Chanot, peintre et sculpteur français (° 13 mai 1881).
- 26 février : Max Touret, ingénieur et peintre français (° 27 mai 1872).
- 27 février : Rajendra Prasad, homme d'État indien (° 3 décembre 1884).
- 28 février : Bobby Jaspar, saxophoniste de jazz belge (° 20 février 1926).

### Mars
- 1er mars : Felice Casorati, peintre italien (° 4 décembre 1883).
- 3 mars : Faustino Pérez-Manglano, vénérable catholique espagnol (° 4 août 1946).
- 5 mars : Lutfi Al-Sayyid, journaliste et homme politique égyptien (° 15 janvier 1872).
- 7 mars : Edmond Malherbe, compositeur français de musique classique (° 21 août 1870).
- 9 mars : Paolo Paschetto, peintre italien (° 12 février 1885).
- 12 mars : André Félix Roberty, peintre français (° 2 décembre 1877).
- 17 mars : William Henry Squire, compositeur et violoncelliste anglais (° 8 août 1871).
- 18 mars : Franco Giorgetti, coureur cycliste italien (° 13 octobre 1902).
- 25 mars : Ernest Johnson, joueur de hockey sur glace canadien (° 26 février 1886).
- 28 mars : Antoine Balpêtré, acteur français (° 3 mai 1898).
- 29 mars : Henry Bordeaux, avocat, romancier et essayiste français (° 25 janvier 1870).

### Avril
- 1er avril : Camil Ressu, peintre roumain (° 28 janvier 1880).
- 6 avril : Otto Struve, astronome américain d'origine russe (° 12 août 1897).
- 7 avril : Amedeo Maiuri, archéologue italien (° 7 janvier 1886).
- 12 avril : Kazimierz Ajdukiewicz, philosophe polonais (° 12 décembre 1890).
- 13 avril : Gabriel Fournier, peintre français (° 26 mai 1893).
- 19 avril : Maurice Achener, peintre, graveur et illustrateur français (° 17 septembre 1881).
- 22 avril : Jacques Camoreyt, peintre, graveur et illustrateur français (° 10 septembre 1871).
- 23 avril : Myriam Astruc, archéologue française (° 12 novembre 1904).

### Mai
- 1er mai : Paul Pouchol, céramiste, sculpteur et peintre français (° 21 juillet 1904).
- 2 mai : 
  - Van Wyck Brooks, critique littéraitre et biographe américain (° 16 février 1886).
  - Bobby De Ruymbeke, footballeur belge (° 15 janvier 1899).
- 6 mai : Theodore von Kármán, physicien hongrois (° 11 mai 1881).
- 7 mai : Max Miller, acteur et humoriste britannique (° 2 novembre 1894).
- 8 mai : Meyrick Edward Clifton James, acteur et soldat australien (° 31 mars 1898).
- 9 mai :
  - Henri Cliquet-Pleyel, compositeur français (° 12 mars 1894).
  - Bohumil Laušman, homme politique tchèque (° 30 août 1903).
- 13 mai : Maurice Lacoin, ingénieur, industriel et homme d'affaires français (° 25 octobre 1877).
- 16 mai : Luigi Bartolini, graveur, écrivain, poète et peintre italien (° 8 février 1892).
- 17 mai : A. V. Bramble, acteur, réalisateur et producteur britannique (° 1880).
- 19 mai : Lauro Bordin, coureur cycliste italien (° 7 juillet 1890).
- 21 mai : Julio Marial Mundet, footballeur espagnol et sixième président du FC Barcelone (° 1884).
- 24 mai : Hugh Ragg, entrepreneur et homme politique fidjien (° 26 janvier 1882).
- 25 mai : Mehdi Frashëri, homme politique albanais (° 28 février 1872).
- 26 mai : Marie-Thérèse de Lataulade, historienne française.
- 28 mai : Maria Costanza Panas, religieuse italienne, vénérable (° 5 janvier 1896).
- 30 mai : Harry Lyon, navigateur marin et aérien américain (° 1885).

### Juin
- 3 juin :
  - Jean-Georges Cornélius, peintre français (° 23 janvier 1880).
  - Jean XXIII (Angelo Giuseppe Roncalli), pape italien (° 25 novembre 1881).
- 4 juin : Sauveur Galliéro, peintre français (° 24 juillet 1914).
- 5 juin : Vicenç Reig, footballeur et dirigeant de football espagnol (° 1866 ou 1867).
- 8 juin : Gaston Ramon, scientifique français, découvreur du vaccin Antidiphtérique (° 30 septembre 1886).
- 9 juin :
  - Vasyl Barvinsky, compositeur, pianiste, chef d'orchestre, professeur et musicologue ukrainien (° 20 février 1888).
  - Jacques Villon (Gaston Duchamp), peintre et graveur français (° 31 juillet 1875).
- 11 juin : Thích Quảng Đức, bonze vietnamien, célèbre pour s'être immolé par le feu (° 1897).
- 12 juin : Geza Szobel, peintre et graveur hongrois puis tchécoslovaque, naturalisé français (° 5 septembre 1905).
- 13 juin : Apollon Torta, footballeur français (° 28 novembre 1896).
- 25 juin : Robert Anderson, acteur américain d'origine danoise (° 22 juillet 1890).

### Juillet
- 1 juillet : Camille Chautemps, homme politique français (° 1er février 1885).
- 2 juillet : Luis Reñé, footballeur espagnol (° 1889).
- 14 juillet: Étienne Gaudet, peintre, graveur et illustrateur français (° 6 décembre 1891).
- 16 juillet : Antonio Donghi, peintre italien (° 16 mars 1897).
- 18 juillet : John Arthur Gellatly, homme politique américain (° 6 juillet 1869).
- 20 juillet : Roman Dressler,  peintre austro-hongrois puis tchécoslovaque (° 20 août 1889).
- 21 juillet : André Alexandre Verdilhan, sculpteur et peintre français (° 14 mars 1881).
- 22 juillet : Valerio Valeri, cardinal italien de la curie romaine (° 7 novembre 1883).
- 23 juillet : Alexandre Guerassimov, peintre russe puis soviétique (° 12 août 1881).

### Août
- 1 août : Robert Gray, acteur et réalisateur américain (° 2 août 1881).
- 5 août : Salvador Bacarisse, compositeur espagnol (° 12 septembre 1898).
- 11 août : Clem Bevans, acteur américain (° 16 octobre 1879).
- 13 août : Louis Bastien, coureur cycliste et escrimeur français (° 26 octobre 1881).
- 17 août :
  - Richard Barthelmess, acteur américain (° 9 mai 1895).
  - Kathleen Fox, peintre, émailleuse et vitrailliste irlandaise (° 12 septembre 1880).
- 23 août : Willem van Hasselt, peintre français (° 3 septembre 1882).
- 26 août : Pierre Clemens, coureur cycliste luxembourgeois (° 2 août 1913).
- 27 août : William Edward Burghardt Du Bois, sociologue américain (° 23 février 1868).
- 29 août  : John Hein, lutteur américain (° 27 janvier 1886).
- 31 août : Georges Braque,peintre, sculpteur et graveur français (° 13 mai 1882).

### Septembre
- 4 septembre : Robert Schuman, homme d'État français (° 29 juin 1886).
- 5 septembre : Emil Dörflinger, coureur cycliste suisse (° 20 mai 1886).
- 20 septembre : Allan Jeayes, acteur anglais (° 19 janvier 1885).
- 23 septembre : Amalia Puga de Losada, femme de lettres péruvienne (° 8 septembre 1866).
- 25 septembre : Germain Raingo-Pelouse, peintre français (° 28 août 1893).
- 26 septembre  : Otto Christman, footballeur international canadien (° 20 avril 1880).
- ? septembre : Auguste Clergé,  peintre, lithographe, illustrateur, décorateur de théâtre, acteur de théâtre, trapéziste, clown, fresquiste et graveur français (° 20 janvier 1891).

### Octobre
- 2 octobre : Beniamino Joppolo, écrivain, romancier, dramaturge, essayiste, poète et peintre italien (° 31 juillet 1906).
- 4 octobre : Janka Boga, écrivaine et pédagogue hongroise (° 31 janvier 1886).
- 10 octobre : Édith Piaf, chanteuse française (° 19 décembre 1915).
- 11 octobre : Jean Cocteau, écrivain, cinéaste et dessinateur français (° 5 juillet 1889).
- 24 octobre : Douglas Croft, acteur américain (° 12 août 1926).
- 25 octobre : Roger Désormière, chef d'orchestre et compositeur français (° 13 septembre 1898).
- 28 octobre : Émile Bulcke, peintre et sculpteur belge (° 20 mars 1875).
- 30 octobre : Arthur Schlageter, sculpteur et peintre suisse (° 11 décembre 1883).
- 31 octobre : Henry Daniell, acteur britannique  (° 5 mars 1894).

### Novembre
- 5 novembre :
  - Mathieu Buntincx, homme politique belge (° 30 mars 1888).
  - Vernon Dent, acteur américain (° 16 février 1895).
- 6 novembre : Georges Pavec, peintre français (° 9 mars 1875).
- 9 novembre : Ba U, homme d'État birman (° 26 mai 1887).
- 17 novembre : Kenneth Kent, acteur britannique (° 20 avril 1892).
- 22 novembre :
  - Aldous Huxley, écrivain britannique (° 26 juillet 1894).
  - John F. Kennedy, (assassiné), président des États-Unis (° 29 mai 1917).
  - J. D. Tippit, officier de police de Dallas, mort en service lors de l'Assassinat de John F. Kennedy (° 18 septembre 1924).
  - C. S. Lewis, écrivain irlandais (° 29 novembre 1898).
- 23 novembre : Jules Lellouche, peintre tunisien (° 1903).
- 24 novembre : Lee Harvey Oswald, assassin de John F. Kennedy (° 18 octobre 1939).
- 29 novembre : Ernesto Lecuona, compositeur et pianiste cubain (° 6 août 1895).
- 30 novembre :
  - Laudelino Mejías, musicien et compositeur vénézuélien (° 29 août 1893).
  - Cyril Newall, militaire et homme politique britannique (° 15 février 1886).

### Décembre
- 2 décembre : George Brett, général américain (° 7 février 1886).
- 5 décembre :
  - Karl Amadeus Hartmann, compositeur allemand (° 2 août 1905).
  - Herbert H. Lehman, homme politique américain (° 28 mars 1878).
- 7 décembre : Arthur Pasquier, coureur cycliste français (° 1er mars 1883).
- 11 décembre :
  - Anthony Collins, compositeur et chef d'orchestre anglais (° 3 septembre 1893).
  - Jean-Charles Duval, peintre, dessinateur et décorateur français (° 3 avril 1880).
- 12 décembre : Yasujirō Ozu, réalisateur japonais (° 12 décembre 1903).
- 13 décembre : Hubert Pierlot, homme politique belge (° 23 décembre 1883).
- 14 décembre : Marie Marvingt, aviatrice et alpiniste française (° 20 février 1875).
- 20 décembre :
  - Paul Constantinescu, compositeur roumain d'origine juive (° 30 juin 1909).
  - Vicente Martínez Duart, footballeur espagnol (° 1896).
- 21 décembre : Manolo Tavárez Justo, avocat, dirigeant politique communiste et guérillero dominicain  (° 2 janvier 1931).
- 24 décembre : André Léveillé, peintre français (° 9 mai 1880).
- 25 décembre : Tristan Tzara, écrivain français d'origine roumaine (° 16 avril 1896).
- 28 décembre :
  - Alice Delaye, peintre portraitiste et paysagiste française (° 22 juin 1884).
  - Paul Hindemith, compositeur, chef d'orchestre et altiste allemand (° 16 novembre 1895).